# Red Clover
Red Clover (também conhecido como Leprechaun's Revenge e St. Patrick's Day Leprechaun) é um  telefilme de 2012 dirigido por Drew Daywalt. O filme foi produzido originalmente sob o título Red Clover, mas foi mudado para Leprechaun's Revenge para o lançamento televisivo em 17 de março de 2012 no canal SyFy. O filme voltou ao título Red Clover para o seu lançamento do DVD em 2013. Red Clover foi estrelado por Billy Zane como um xerife de Massachusetts que deve salvar sua cidade de um duende homicida.